# Molignée
Molignée är ett vattendrag i Belgien.   Det ligger i provinsen Namur och regionen Vallonien, i den centrala delen av landet, 70 km sydost om huvudstaden Bryssel.
Trakten runt Molignée består till största delen av jordbruksmark. Runt Molignée är det ganska tätbefolkat, med 116 invånare per kvadratkilometer.